# Сан-Себастьян-ду-Токантинс
Сан-Себастьян-ду-Токантинс (порт. São Sebastião do Tocantins) — муниципалитет в Бразилии, входит в штат Токантинс. Составная часть мезорегиона Западный Токантинс. Входит в экономико-статистический микрорегион Бику-ду-Папагаю. Население составляет  4 283 человека на 2010 год. Занимает площадь 287,275 км². Плотность населения — 14,91 чел./км².
Праздник города — 1 октября.

## Демография
Согласно сведениям, собранным в ходе переписи 2010 г. Национальным институтом географии и статистики (IBGE), население муниципалитета составляет:
| Полное население                               | Полное население                               | Полное население                               | Полное население                               | 4 283 |
| ---------------------------------------------- | ---------------------------------------------- | ---------------------------------------------- | ---------------------------------------------- | ----- |
| в том числе:                                   | Городское население                            | 3 283                                          | Процент городского населения, %                | 76,65 |
|                                                | Сельское население                             | 1 000                                          | Процент сельского населения, %                 | 23,35 |
|                                                | Мужское население                              | 2 199                                          | Процент мужского населения, %                  | 51,34 |
|                                                | Женское население                              | 2 084                                          | Процент женского населения, %                  | 48,66 |
| Плотность населения, чел/км²                   | Плотность населения, чел/км²                   | Плотность населения, чел/км²                   | Плотность населения, чел/км²                   | 14,91 |
| Население муниципалитета в % к населению штата | Население муниципалитета в % к населению штата | Население муниципалитета в % к населению штата | Население муниципалитета в % к населению штата | 0,31  |

По данным оценки 2016 года население муниципалитета составляет 4 654 жителя.

## Статистика
- Валовой внутренний продукт на 2003 составляет 5.369.842,00 реалов (данные: Бразильский институт географии и статистики).
- Валовой внутренний продукт на душу населения на 2003 составляет 1.297,69 реалов (данные: Бразильский институт географии и статистики).
- Индекс развития человеческого потенциала на 2000 составляет 0,610 (данные: Программа развития ООН).

## География
Климат местности: субтропический гумидный.

## Важнейшие населенные пункты
| № | Населённый пункт           | Населённый пункт (порт.)   | Категория | Население чел. (2010) | На карте                       |
| - | -------------------------- | -------------------------- | --------- | --------------------- | ------------------------------ |
| 1 | Сан-Себастьян-ду-Токантинс | São Sebastião do Tocantins | город     | 3283                  | 5°15′32″ ю. ш. 48°12′21″ з. д. |
| 2 | Пингу-д'Агуа               | Pingo d'Água               | поселок   | 383                   | 5°16′58″ ю. ш. 48°23′19″ з. д. |
| 3 | Нова-Эстрела               | Nova Estrela               | поселок   | 290                   | 5°15′58″ ю. ш. 48°19′37″ з. д. |
| 4 | Жозе-Эстеван               | José Estevão               | поселок   | 56                    | 5°18′41″ ю. ш. 48°15′23″ з. д. |
| 3 | Журандир-Белизариу         | Jurandir Belizario         | поселок   | 46                    | 5°12′46″ ю. ш. 48°25′57″ з. д. |